# Lista de ilhas da França

## Ilhas de mar aberto

### Costaatlânticaeuropeia

#### Baixa-Normandia
- Ilhas Chausey :
  - Grande-Île
- Ilha Pelée
- Monte Saint-Michel (pela maré alta)
- Ilhas Saint-Marcouf :
  - Île du Large
  - Île de Terre
- Tatihou (pela maré alta)
- Tombelaine

#### Bretanha
- Côtes-d'Armor :
  - Île Aganton
  - Archipel de Bréhat :
    - Île Ar-Morbic
    - Île Béniguet
    - Île-de-Bréhat
    - Île Lavrec
    - Île Logodec
    - île Maudez
    - Île Raguenès
    - Les Héaux

  - Île à Bois
  - Îles de Bugeles
  - Île de Coastaeres
  - Île Ebihens
  - Île d'Er ou Enez Terc'h
  - Le Grand-Pourier
  - L'Île Grande
  - Île Illiec
  - Île Lemenez
  - Île Loaven
  - Île Marquer
  - Île Maudez
  - Mez de Goëlo
  - Île Milliau
  - Molène (Côtes-d'Armor)
  - Île Morville
  - Île de Pors Scaff
  - Île Renote
  - Île Saint-Gildas
  - Île Saint-Michel
  - Île Saint-Riom
  - Arquipélago das Sete Ilhas:
    - Ar Moudennoù
    - Île Bono
    - Le Cerf
    - Les Costans
    - Malban
    - Île aux Moines
    - Île Plate
    - Île aux Rats
    - Rouzic

  - Le Taureau
  - Île Tomé ou Taveeg
  - Trélévern
  - Îlot du Verdelet
- Finisterra :
  - Îles de l'Aber Wrach
  - Île de Batz
  - Île du Bec
  - Île Callot
  - Île Carn
  - Château du Taureau
  - Île Chevallier
  - Île Garo
  - Île Louët
  - Arquipélago de Glénan:
    - Île de Saint-Nicolas
    - Île aux Moutons
    - Fort Cigogne
    - Île de Penfret
    - Île de Drénec
    - Île de Bananec
    - Île du Loc'h
    - Île de Brunec
    - Île Guéotec
    - Île de Quignénec

  - Île Guenioc
  - Île d'Iock
  - Île de Keller
  - Île Melon
  - Ouessant
  - Arquipélago de Molène:
    - Île aux Chrétiens
    - Île de Balanec
    - Île de Bannec
    - Île de Béniguet
    - Île de Litiry
    - Lédénes de Molène
    - Lédénes de Quéménès
    - Molène
    - Île de Morgol
    - Île de Quéménès
    - Île de Trielen

  - Île Noire
  - Île Tariec
  - Tévennec
  - Île-Tudy
  - Île Ségal
  - Île de Sein
  - Raz de Sein
  - Île de Sieck
  - Île Stagadon
  - Île Verte
  - Île Venan
  - Île Vierge

- Ille-et-Vilaine:
  - Île Agot
  - Cézembre
  - Île Du Guesclin
  - Grand Bé
  - Petit Bé
  - Île Harbour
  - Île des Hebihens
  - Île des Landes
  - Île des Rimains
  - Les Tintiaux

- Morbihan:
  - Île de Belair
  - Belle-Île-en-Mer
  - Les Grands Cardinaux
  - Les Petits Cardinaux
  - Île aux Chevaux
  - Île Glazic
  - Groix
  - Hoëdic
  - Houat
  - Méaban
  - Les Poulains
  - Île Theviec
  - Île Valhuec
  - No golfo de Morbihan:
    - Île-d'Arz
    - Bailleron
    - Île de Berder
    - Île de Boëd
    - Boëdic
    - Île Brannec
    - Île du Charles
    - Conleau
    - Creizic
    - Danlen
    - Le Dervenn
    - Îles Drenec
    - Er Lannic
    - Gavrinis
    - Godec
    - Govihan
    - Îles Harnic :
      - Grand Harnic
      - Petit Harnic

    - Holavre
    - Ilur
    - Iluric
    - Irus
    - Île de la Jument
    - Île de Lerne
    - Îles Logoden :
      - Grand Logoden
      - Petit Logoden

    - Île Longue
    - Île de Mancel
    - Île-aux-Moines
    - Mouchiouse
    - Île aux Oiseaux
    - Piren
    - Pladic
    - Île de la Pointe
    - Quistinic
    - Radenec
    - Île Reno
    - Sept Îles
    - Stibiden
    - Île Tascon
    - Trohennec
    - Îles Vézid :
      - Grand Vézid
      - Petit Vézid

#### Pays de la Loire
- Loire-Atlantique :
  - Île Dumet
  - Les Évens

- Vendeia :
  - Les Chiens Perrins
  - Île de Bouin
  - Île de Noirmoutier
  - Île du Pilier
  - Île d'Yeu

#### Poitou-Charentes
- Ilha de Aix
- Fort Boyard
- Fort Énet
- Ilha Madame
- Ilha de Oléron
- Ilha de Ré

#### Aquitânia
- Banco de Arguin
- Île aux oiseaux (na Baía de Arcachão)
- Farol de Cordouan

### Costamediterrânica

#### Languedoque-Rossilhão
- Fort de Brescou (Agde)

#### Provença-Alpes-Costa Azul
- Île Aragnon
- Île de Bendor
- Rocher des Deux Frères
- Archipel des Embiez:
  - Île des Embiez
  - Île du Grand Gaou
  - Île du Petit Gaou
  - Île du Grand Rouveau
  - Île du Petit Rouveau
- Île de l'Éverine
- Les Fourmigues
- Île de La Grande Mona
- Île de la Grande Vaquette
- Îles d'Hyères :
  - Île du Grand Ribaud
  - Île du Petit Ribaud
  - Ilha de Porquerolles
  - Île de Bagaud
  - Île de Port-Cros
  - Îlot de la Gabinière
  - Île du Levant
- Îles de Lérins :
  - île Sainte-Marguerite
  - île Saint-Honorat
  - îlot Saint-Ferréol
  - îlot de la Tradelière
- Le Lion de mer
- Le Lion de terre
- Ilhas marselhesas :
  - Arquipélago do Frioul :
    - Île des Eyglaudes
    - Grand Salaman
    - Gros Estéou
    - Ilha de If
    - Petit Salaman
    - Ilha de Pomègues
    - Ilha de Ratonneau
    - Ilhéu de Tiboulen du Frioul

  - Île de Planier
  - Île d'Endoume
  - Île de Gaby
  - Rocher des Pendus
  - Calanques :
    - Île de Calsereigne
    - Grand Congloué
    - Petit Congloué
    - les Empereurs
    - l'Estéou
    - Île de Jarre
    - Île de Jarron
    - Île Maïre
    - Île Moyade
    - les Moyadons
    - les Pharillons
    - Île de Riou
    - Rocher du torpilleur
    - Île Tiboulen de Maïre
- Île d'Or
- Île Rousse
- Île Verte
- Île des Vieilles

#### Ilhas de Córsega
- Córsega
- Île du Brocciu
- Île Bruzzi
- Île Cala di Zeri
- Île du Cap de Feno
- Îlot Capense
- Île de Cap Morsetta
- Île de Cap Rossu
- Île de Cavallo
- Îles Cerbicale
- Île d'Eccica
- Îles Finocchiarola
- Île de Gargalo
- Île de Garganellu
- Île de Giraglia
- Île de Pinarellu
- Îles Lavezzi
- Îlots des Moines
- Île d'Orchinu
- Île Roscana
- Ilhas Sanguinárias
- Île de Spano
- Îles de la Tonnara
- Îles du Toro

### Ilhas de Guadalupe
- La Guadeloupe
  - Ilha de Grande-Terre
  - Ilha de Basse-Terre
- Ilhéus da Costa Sotavento
  - Tête à l'Anglais
  - Ilhéu à Kahouanne
  - Ilhéus de Pigeon
- Ilhéus do Petit Cul-de-sac Marin
  - Ilhéu du Gosier
  - Ilhéu à Cochons
  - Ilhéu Boissard
  - Ilhéu Feuille
  - Ilhéu Fortune
  - Grand Îlet
  - Ilhéu Frégate de Haut
  - Ilhéu à Cabrits
- Ilhéus do Grand Cul-de-sac Marin
  - Ilhéu Macou
  - Ilhéu Duberran
  - Ilhéu à Christophe
  - Ilhéu à Colas
  - Ilhéu à Fajou
  - Ilhéu Mangue à Laurette
  - Ilhéu Caret
  - La Biche
  - Ilhéu Crabière
  - Ilhéus de Carénage
  - Ilhéu Blanc
- Ilhas de Maria Galanda
  - Ilha de Maria Galanda
  - Ilhéu de Vieux Fort
- Ilhas de La Désirade e de Petite-Terre
  - Ilha de La Désirade
  - Ilhéu de Terre-de-Haut
  - Ilhéu de Terre-de-Bas
  - Baleine du Sud
- Ilhas de Les Saintes
  - Ilha de Terre-de-Haut
  - Ilha de Terre-de-Bas
  - Les Augustins
  - La Coche
  - Grand îlet
  - Ilhéu à Cabrit
  - Le Pâté
  - La Redonde

### Guiana Francesa
- Grand Connétable (e Petit Connétable)
- Ilhas de Rémire:
  - Le Malingre
  - Les Mamelles
  - La Mère
  - Le Père
  - Ilhéus:
    - Cercueil
    - L'Enfants perdu
    - Ilhéus Dupont
    - Machoiran blanc
    - Petit Machoiran
    - Roche anglaise
    - Roche Saint-François
- Roches Blanches
- Roche la Folle
- Roches Kourou
- Ilhas da Salvação:
  - Ilha do Diabo
  - Ilha Real
  - Ilha de São José
- Ilha Verde

### Martinica
- Martinica

- Ilhéus da Caravela
  - Ilhéu do Galion
  - Ilhéu Lapin
  - Ilhéu Tartane
  - Ilhéu do Trésor
- Ilhéus do François
  - Ilhéu Frégate
  - Ilhéu Long
  - Ilhéu Métrente
  - Ilhéu Oscar
  - Ilhéu Thierry
- Ilhéus de La Presqu'ile de Saint-Anne
  - Ilhéu à Aigrettes
  - Ilhéu Baude
  - Ilhéu Cabrits
  - Ilhéu Chevalier
  - Ilhéu aux Chiens
  - Ilhéu Duquesnay
  - Ilhéu Hardy
  - Ilhéu Poirier
  - Ilhéu La table du diable
  - Ilhéu à Troisroux
- Ilhéus do Robert
  - Ilhéu Boisseau
  - Ilhéu Chancel
  - Ilhéu des Chardons
  - Ilhéu à eau
  - Ilhéu Loup-Garou
  - Ilhéu Madame
  - Ilhéu Pequena Martinica
  - Ilhéu Pequeno Piton
  - Ilhéu Ragot
  - Ilhéu aux Rats
  - Ilhéu Pequeno Vicente
- Ilhéus do Vauclin
  - Ilhéu Pequena Grenada

- Costa Norte do Atlântico
  - Ilhéu Saint-Aubin
  - Ilhéu Sainte-Marie
- Costa Norte das Caraíbas
  - Rocher de la Perle
- Costa Sul das Caraíbas
  - Rocher du Diamant
  - Ilhéu Gros
  - Ilhéu Ramiers

### Maiote
- Chissioua Bambo
- Chissioua Mbouzi
- Chissioua Bandrélé
- Ilhas Choazil (Malandzamiayajou e Malandzamiayatsini)
- Chissioua Karoni
- Mahoré ou Grande-Terre
- Ilhas Hajangoua (Kolo Issa, Pengoua e Pouhou)
- Chissioua Handréma
- Chissioua Mtsamboro
- Pamanzi ou Petite-Terre

### Nova Caledónia
- Recifes de L'Astrolabe
- Atol Beautemps-Beaupré
- Ilhas Belep:
  - Ilha Art
  - Ilha Baaba
  - Ilha Balabio
  - Ilha Boh
  - Ilhas Daos do Norte
  - Ilha Neba
  - Ilha Pia
  - Ilha Pott
  - Ilha Yande
- Ilhas Chesterfield
  - Recifes Bellona
- Ilha Ducos
- Ilha Dudune
- Recifes de Entrecasteaux
- Recife Fairway
- Grande-Terre
  - Ilha Kanawa
  - Ilha Kumo
- Ilha Haute Bagao
- Ilha Huon ou atol de Huon
- Ilha Hunter  (soberania contestada pelo Vanuatu)
- Ilha Koutoumo
- Ilha Leliogat
- Ilhas da Lealdade :
  - Lifou
  - Ilha de Maré
  - Ouvéa
  - Tiga
- Ilha Matthew (soberania contestada pelo Vanuatu)
- Ilha Nemou
- Ilha Ngea
- Ilha Oua
- Ilha Ouen
- Recife Pétrie
- Ilha Pingiane
- Ilha des Pins
- Ilha de Sable
- Ilha Toupeti
- Ilha Vauvilliers
- Ilha de Walpole

### Polinésia Francesa

#### Arquipélago das Austrais
1. Marotiri
2. Maria
3. Raivavae
4. Rapa
5. Rimatara
6. Rurutu
7. Tubuai

#### Arquipélago das Marquesas
1. Eiao
2. Fatu Hiva
3. Hatutu
4. Hiva Oa
5. Motu One
6. Nuku Hiva
7. Tahuata
8. Ua Huka
9. Ua Pou

#### Arquipélago da Sociedade

##### Ilhas de Barlavento
1. Taiti
2. Maiao
3. Mehetia
4. Moorea
5. Tetiaroa

##### Ilhas de Sotavento
1. Bora Bora
2. Huahine
3. Manuae
4. Maupihaa
5. Maupiti
6. Motu One
7. Raiatea
8. Tahaa
9. Tupai

#### Arquipélagos de Tuamotu-Gambier
1. Ahe
2. Ahunui
3. Akiaki
4. Amanu
5. Anaa
6. Anuanuraro (Ilhas do Duque de Gloucester)
7. Anuanurunga (Ilhas do Duque de Gloucester)
8. Apataki (Ilhas de Palliser)
9. Aratika
10. Arutua (Ilhas de Palliser)
11. Faaite
12. Fakahina
13. Fakarava
14. Fangatau
15. Fangataufa
16. Hao
17. Haraiki
18. Héréhérétué (Ilhas do Duque de Gloucester)
19. Hikueru
20. Hiti (Ilhas de Raevski)
21. Katiu
22. Kauehi
23. Kaukura (Ilhas de Palliser)
24. Makatea
25. Makemo
26. Mangareva
27. Manihi
28. Manuhangi
29. Maria Est
30. Marokau
31. Marutea do Norte
32. Marutea do Sul
33. Mataiva
34. Matureivavao (Grupo Acteão)
35. Morane
36. Moruroa
37. Motutunga
38. Napuka (Ilhas da Decepção)
39. Nengo Nengo
40. Niau
41. Nihiru
42. Nukutepipi (Ilhas do Duque de Gloucester)
43. Nukutavake
44. Paraoa
45. Pinaki
46. Puka Puka
47. Pukarua
48. Rangiroa
49. Raraka
50. Raroia
51. Ravahere
52. Rekareka
53. Reao
54. Reitoru
55. Taenga
56. Tahanea
57. Taiaro
58. Takapoto (Ilhas do Rei Jorge)
59. Takaroa (Ilhas do Rei Jorge)
60. Takume
61. Tatakoto
62. Tauere
63. Tekokota
64. Tematangi
65. Temoe
66. Tenararo (Grupo Acteão)
67. Tenarunga (Grupo Acteão)
68. Tepoto do Norte (Ilhas da Decepção)
69. Tepoto do Sul (Ilhas de Raevski)
70. Tikehau
71. Tikei
72. Toau
73. Tuanake (Ilhas de Raevski)
74. Tureia
75. Vahanga (Grupo Acteão)
76. Vahitahi
77. Vairaatea
78. Vanavana

### Reunião
- Reunião
- Petite Île

### São Bartolomeu
1. São Bartolomeu
2. Île le Boulanger
3. Île Chevreau (ou ilha Bonhomme)
4. Île Coco
5. Île Fourchue
6. Île Frégate
7. Pain de Surcre
8. Île Pelé
9. Île Petit Jean
10. Île Toc Vers
11. La Tortue (ou L'Ecalle)

### São Martinho
1. Ilha de São Martinho
2. Crowl Rock
3. Grand Îlet
4. Îlet Pinel
5. Tintamarre
6. Caye Verte

### São Pedro e Miquelão
1. Grande Miquelão
2. Langlade
3. Ilha dos Marinheiros
4. Miquelão
5. Île aux pigeons
6. São Pedro
7. Île aux vainqueurs
8. Île Verte  (soberania incerta entre a França e o Canadá)

### Terras Austrais e Antárticas Francesas (TAAF)
- Ilhas de São Paulo e Amesterdão
  - Ilha de Amesterdã
  - Ilha de São Paulo

- Arquipélago Crozet:
  - Ilhotas dos Apóstolos
  - Ilha dos Porcos
  - Ilha do Leste
  - Ilha dos Pinguins
  - Ilha da Possessão

- Arquipélago de Kerguelen:
  - Îlot Ballouard
  - Île Bethell
  - Îlot Channer
  - Île Clugny
  - Îlots Davis
  - Île Foch
  - Île Gaby
  - Île Howe
  - Île Kerguelen ou Grande Terre
  - Îles Leygues (também chamadas de Îles Swains)
    - Île de Castries
    - Île Dauphine

  - Île Longue
  - Île Mac Murdo
  - Île Maroon
  - Îles Nuageuses:
    - Île de Croÿ
    - Île Roland
    - Îles Ternay

  - Île de l'Ouest
  - Île du Port
  - Îles du Prince-de-Monaco
  - Île Ronde
  - Île Saint-Lanne Gramont
  - Île Violette

- Ilhas Esparsas  (soberania contestada por Madagáscar)
  - Bassas da Índia
  - Ilha Europa
  - Ilhas Gloriosas :
    - Ilha Gloriosa (ou Grã-Gloriosa)
    - Ilha do Lys (ou Pequena-Gloriosa)
    - Les Roches Vertes

  - Banc du Geyser (foi anexada por Madagáscar em 1976, anexação essa contestada pela França)
  - Ilha de João da Nova
  - Ilha Tromelin  (soberania contestada pela Maurícia)

### Wallis e Futuna
- Îles de Horne:
  - Alofi
  - Futuna

- Îles Wallis:
  - Faioa
  - Fenuafo'ou
  - Fugalei
  - Luaniva
  - Nukuatea
  - Nukufotu
  - Nukuhifala
  - Nukuloa
  - Nukunione
  - Nukutapu
  - Nukuteatea
  - Wallis

### Outras
- Ilha de Clipperton (a soberania francesa actualmente não é contestada pelo México, apesar da pressão de alguns pequenos grupos socialistas)

## Ilhas fluviais

### Aquitânia
- Ilhas do Garona
  - Île de la Lande
  - Île du Nord

- Ilhas da Dordonha
  - Île de Croûte
  - Île d'Ambès

- Ilhas da Gironda
  - Île Nouvelle
  - Île Bouchaud
  - Île de Patiras
  - Île Paté
  - Île Verte
  - Île de Macau
  - Île Margaux
  - Vasard de Beychevelle
  - Banc de Saint-Estèphe

- Ilhas do Adur
  - Île Sablot
  - Île de Bérenx
  - Île de Broc

- Ilha da Bidasoa
  - Île des Faisans

### Ilha-de-França
- Île l'Aumône
- Île du Belvédère
- Île de la Cité
- Île des Cygnes
- Île aux Dames
- Île de la Jatte
- Île de Reuilly
- Île Saint-Denis
- Île Saint-Germain
- Île Saint-Louis
- Île Seguin

### Meio-Dia-Pirenéus
- Île du Ramier

### Pays de la Loire
- Île de Nantes
- Béhuard

### Provença-Alpes-Costa Azul
- Île de la Barthelasse, a maior ilha fluvial da França[1].

## Por superfície
Esta tabela reagrupa as ilhas francesas de mais de 100 km², classificadas por superfície decrescente.
|    | Nome                           | Zona                 | Superfície (km²) |
| -- | ------------------------------ | -------------------- | ---------------- |
| 1  | Grande-Terre da Nova Caledónia | Nova Caledónia       | 16 372           |
| 2  | Córsega                        | Mediterrâneo         | 8 680            |
| 3  | Grande-Terre de Kerguelen      | Ilhas Kerguelen      | 6 675            |
| 4  | Reunião                        | Reunião              | 2 512            |
| 5  | Lifou                          | Nova Caledónia       | 1 146            |
| 6  | Martinica                      | Martinica            | 1 128            |
| 7  | Taiti                          | Polinésia Francesa   | 1 036            |
| 8  | Basse-Terre                    | Guadalupe            | 848              |
| 9  | Maré                           | Nova-Caledónia       | 657              |
| 10 | Grande-Terre                   | Guadalupe            | 586              |
| 11 | Maiote                         | Maiote               | 371              |
| 12 | Nuku Hiva                      | Polinésia Francesa   | 345              |
| 13 | Hiva Oa                        | Polinésia Francesa   | 318              |
| 14 | Miquelão                       | São Pedro e Miquelão | 214              |
| 15 | Île Foch                       | Ilhas Kerguelen      | 206              |
| 16 | Oléron                         | Oceano Atlântico     | 190              |
| 17 | Raiatea                        | Polinésia Francesa   | 173              |
| 18 | Marie-Galante                  | Guadalupe            | 158              |
| 19 | Ilha da Possessão              | Ilhas Crozet         | 153              |
| 20 | Île des Pins                   | Nova Caledónia       | 141              |
| 21 | Ouvéa                          | Nova Caledónia       | 133              |
| 22 | Moorea                         | Polinésia Francesa   | 132              |
| 23 | Ilha do Leste                  | Ilhas Crozet         | 122              |
| 24 | Ua Pou                         | Polinésia Francesa   | 112              |

## Ligações internas
- Ilhas do Canal